# SMS Kaiserin und Königin Maria Theresia
O SMS Kaiserin und Königin Maria Theresia foi um  cruzador blindado operado pela Marinha Austro-Húngara. Sua construção começou em julho de 1891 nos estaleiros da Stabilimento Tecnico Triestino e foi lançado ao mar em abril de 1893, sendo comissionado na frota austro-húngara em novembro de 1894. Era armado com uma bateria principal composta por dois canhões de 240 milímetros montados em torres de artilharia únicas, possuía um deslocamento de seis mil toneladas e conseguia alcançar uma velocidade máxima de dezenove nós (35 quilômetros por hora).
O cruzador foi enviado para o Caribe em 1898 com o objetivo de proteger os interesses austro-húngaros durante a Guerra Hispano-Americana, sendo quase atacado por engano na Batalha de Santiago de Cuba. Em 1900, o Kaiserin und Königin Maria Theresia foi para a China a fim de suprimir o Levante dos Boxers, permanecendo no Sudoeste Asiático até 1902. Passou por modernizações em 1906 e 1910. Foi usado como navio de defesa de costa e depois como alojamento durante a Primeira Guerra Mundial. Foi cedido ao Reino Unido depois do conflito e então desmontado em 1920.

## Desenvolvimento
O vice-almirante barão Maximilian Daublebsky von Sterneck, o comandante da Marinha Austro-Húngara, começou uma reorientação de estratégia naval a partir de meados da década de 1880. Sua frota até então era centrada em grandes navios ironclads, porém o almirante barão Friedrich von Pöck, seu antecessor, não tinha conseguido construir mais embarcações desse tipo pela recusa dos parlamentos austríaco e húngaro de lhe concederem orçamentos suficientes. Sterneck decidiu adotar os conceitos da francesa Jeune École, que sugeriam que flotilhas de barcos torpedeiros baratos poderiam defender um litoral contra uma frota de couraçados. Os barcos torpedeiros teriam o apoio daquilo que Sterneck chamou de "cruzadores abalroadores", que protegeriam os navios menores de cruzadores inimigos.
Sterneck, em seu plano de 1891, propôs que o futuro da Marinha Austro-Húngara consistiria em quatro esquadras, cada uma formada por um cruzador abalroador, um cruzador torpedeiro, um barco torpedeiro grande e seis barcos torpedeiros pequenos. Já havia aprovação parlamentar para dois cruzadores abalroadores da Classe Kaiser Franz Joseph I mais três cruzadores torpedeiros, dois da Classe Panther e o SMS Tiger. Um terceiro cruzador abalroador, provisoriamente chamado de "Cruzador Abalroador C", foi autorizado em 1889 para ter sua construção iniciada no ano fiscal de 1890. Foi originalmente planejado como mais um membro da Classe Kaiser Franz Joseph I com deslocamento de 4,1 mil toneladas, porém nessa época melhoramentos em blindagem ficaram disponíveis, aumentando a possibilidade da incorporação de um cinturão de blindagem tradicional. Embarcações anteriores tinham sido cruzadores protegidos que dependiam apenas de um convés blindado inclinado para proteger seus maquinários e depósitos de munição.
A decisão de adotar um cinturão de blindagem fez a equipe de projeto considerar no final de 1889 novas opções para a embarcação. A primeira opção era aumentar o tamanho do projeto da Classe Kaiser Franz Joseph I , fazendo o deslocamento crescer para 5,2 mil toneladas. A segunda opção era um projeto similar ao cruzador blindado francês Dupuy de Lôme, que tinha um deslocamento de 6 320 toneladas. O armamento principal seria de dois canhões de 240 milímetros em torres de artilharia individuais. Os projetistas também prepararam duas variantes deste última proposta: uma copiando o padrão francês tradicional de colocar o armamento principal em torres laterais à meia-nau, enquanto a outra adotando o arranjo usual de uma na proa e outra na popa. O projeto de 5,2 mil toneladas acabou sendo o escolhido, com o contrato de construção sendo firmado com a Stabilimento Tecnico Triestino, um estaleiro austríaco em Trieste. Outros dois cruzadores blindados, o SMS Kaiser Karl VI e o SMS Sankt Georg, foram depois construídos com versões melhoradas do projeto.

## Características

### Originais

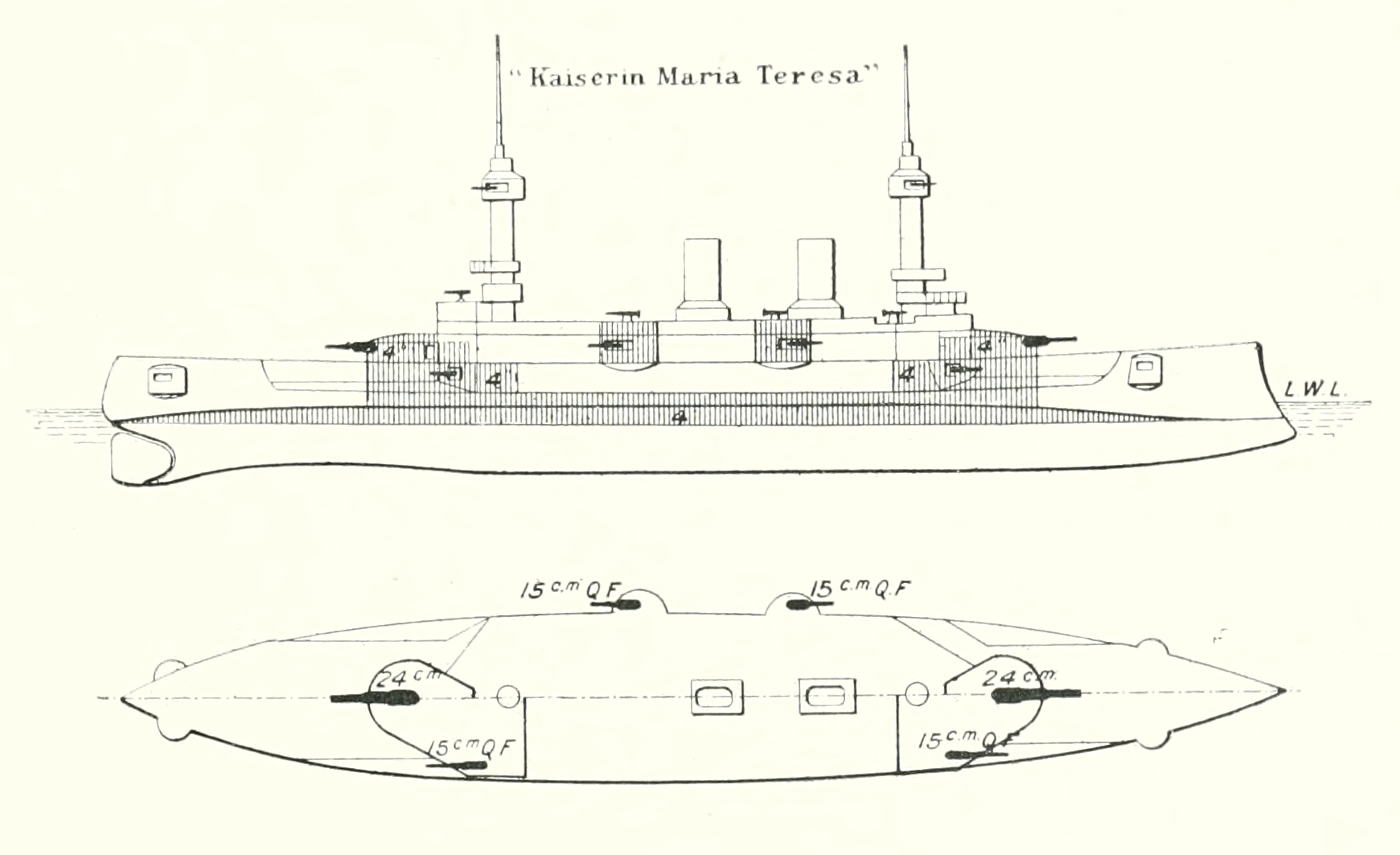
Desenho de 1902 do Kaiserin und Königin Maria Theresia

O Kaiserin und Königin Maria Theresia tinha 111,67 metros de comprimento da linha de flutuação e 113,7 metros de comprimento de fora a fora. Sua boca era de 16,25 metros e o calado de 6,81 metros. O deslocamento da embarcação cresceu no decorrer de sua construção até alcançar um deslocamento projetado de 5 420 toneladas pela época em que foi finalizado, enquanto o deslocamento carregado chegava a 6 123 toneladas. Seu casco incorporava uma proa com rostro. Dois pesados mastros militares foram inicialmente instalados, mas eles afetavam negativamente a estabilidade do navio, assim ambos acabaram removidos mais adiante em sua carreira. A tripulação era formada por 32 oficiais e 443 marinheiros. A direção do navio era controlada por um único leme.
O sistema de propulsão era composto por dois motores horizontais de tripla-expansão de três cilindros, com o vapor provindo de seis caldeiras a carvão cuja exaustão era despejada por duas chaminés. Esse maquinário tinha uma potência indicada de nove mil valos-vapor (6 620 quilowatts) para uma velocidade máxima de dezenove nós (35 quilômetros por hora), porém o navio conseguiu alcançar 19,35 nós (35,84 quilômetros por hora) a partir de 9 755 cavalos-vapor (7 170 quilowatts) durante seus testes marítimos. Ele podia carregar até 9 902 toneladas de carvão, o que lhe dava uma autonomia de 3,5 mil milhas náuticas (6,5 quilômetros) a dez nós (dezenove quilômetros por hora).
A bateria principal era composta por dois canhões Krupp K calibre 35 de 240 milímetros montados em torres de artilharia únicas, uma na proa e outra na popa. Estas torres eram giradas eletricamente. A bateria secundária tinha oito canhões Krupp SK calibre 35 de 149 milímetros colocados em casamatas individuais, quatro no convés principal e quatro no convés superior. Para defesas contra barcos torpedeiros haviam doze canhões Škoda calibre 44 de 47 milímetros e seis canhões Hotchkiss calibre 33 de 47 milímetros; estas eram instaladas em casamatas, plataformas e montagens abertas. Também havia dois canhões calibre 18 de 66 milímetros que poderiam ser levados para terra a fim de proporcionar suporte de artilharia para uma equipe de desembarque. O armamento era finalizado por quatro tubos de torpedo, um na proa, uma na popa e um em cada lateral.
O cinturão principal tinha cem milímetros de espessura, enquanto o convés principal tinha entre 38 e 57 milímetros de espessura, inclinando-se nas laterais para poder se encontrar com a extremidade inferior do cinturão. As torres de artilharia eram protegidas por placas de cem milímetros, enquanto suas barbetas tinham 150 milímetros de espessura. As casamatas da bateria secundária receberam uma blindagem de oitenta milímetros, já a torre de comando dianteira tinha laterais de cinquenta milímetros.

### Modificações
O Kaiserin und Königin Maria Theresia passou por várias modernizações e alterações no decorrer de sua carreira, especialmente com o objetivo de reduzir seu peso acima da linha d'água e aprimorar sua estabilidade; além da substituição em 1903 dos mastros militares por mastros simples, sua superestrutura também foi reduzida. Dois de seus canhões de 47 milímetros foram removidos em 1904 em mais uma tentativa de melhorar sua estabilidade. Seus canhões de 240 milímetros foram substituídos em 1906 por dois canhões mais modernos de disparo rápido calibre 42 de 190 milímetros em novos torres menores. Várias alterações foram implementadas em 1910, incluindo mais uma redução do tamanho de sua superestrutura. Chaminés maiores foram instaladas a fim de melhorar a ventilação das caldeiras e consequentemente o desempenho dos motores. Seus canhões de 149 milímetros foram relocados, com os canhões do convés principal passando para o convés superior e todas as armas sendo colocadas mais para as extremidades da superestrutura, sendo instaladas agora em embrasuras. Duas ficaram nas laterais na torre de comando dianteira e as outras quatro ficaram logo atrás da torre de comando de ré.

## História

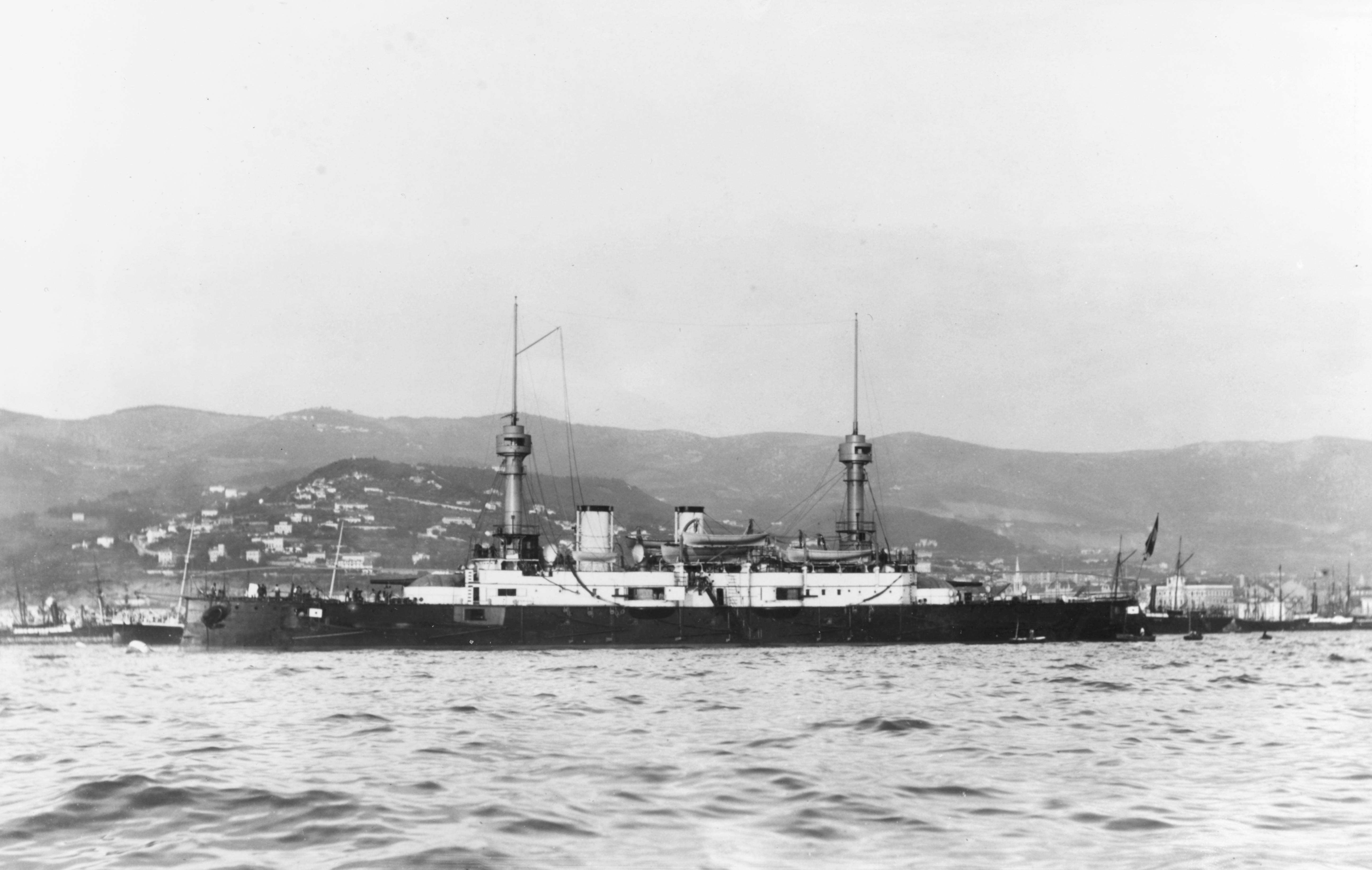
O Kaiserin und Königin Maria Theresia em Trieste em 1895

O batimento de quilha do Kaiserin und Königin Maria Theresia ocorreu em 1º de junho de 1891 na Stabilimento Tecnico Triestino em Trieste. Ele foi lançado ao mar em 29 de abril de 1893 e comissionado na frota austro-húngara em novembro de 1894. O vice-almirante arquiduque Carlos Estêvão levou uma esquadra de navios de guerra, incluindo o Kaiserin und Königin Maria Theresia, para a Alemanha em junho de 1895 a fim de participarem das celebrações da abertura do Canal Imperador Guilherme, em Kiel. No caminho de ida as embarcações pararam em Brest, na França, enquanto na volta visitaram Portsmouth, no Reino Unido.
O cruzador foi enviado para a ilha de Creta em fevereiro de 1897 para servir na Esquadra Internacional, uma força multinacional composta por navios da Marinha Austro-Húngara, Marinha Nacional Francesa, Marinha Imperial Alemã, Marinha Real Italiana, Marinha Imperial Russa e Marinha Real Britânica que intervieram em uma revolta grega em Creta contra o domínio otomano. O navio chegou como parte do contingente austro-húngaro, que também tinha o ironclad SMS Kronprinzessin Erzherzogin Stephanie, os cruzadores torpedeiros SMS Sebenico, SMS Tiger e SMS Leopard, três contratorpedeiros e oito barcos torpedeiros, o terceiro maior contingente da Esquadra Internacional depois daqueles do Reino Unido e Itália. A Esquadra Internacional operou na área ao redor de Creta até dezembro de 1898, porém a Áustria-Hungria tinha retirado seus navios no fim de março, tendo ficado insatisfeita pela decisão de criar um Estado de Creta autônomo sob a suserania do Império Otomano.
O Kaiserin und Königin Maria Theresia foi enviado para Cuba em 1898 durante a Guerra Hispano-Americana a fim de evacuar cidadãos austríacos e alemães da cidade de Santiago de Cuba. O navio chegou na região em 3 de julho, mesmo dia que o contra-almirante Pascual Cervera tentou furar o bloqueio norte-americano e escapar do porto. O navio auxiliar norte-americano USS Resolute avistou o Kaiserin und Königin Maria Theresia aproximando-se de transportes do Exército dos Estados Unidos em Siboney e Daiquirí. O Resolute informou o couraçado pré-dreadnought USS Indiana sobre um "couraçado espanhol" atacando navios do exército, com o Indiana partindo logo em seguida para enfrentar essa suposta embarcação. O Indiana aproximou-se até 5,5 quilômetros do Kaiserin und Königin Maria Theresia, com seu capitão identificando o navio austro-húngaro pouco antes de seus artilheiros abrirem fogo. O cruzador teve encontros similares com outros navios norte-americanos enquanto procurava permissão para poder realizar sua evacuação. Ele foi inspecionado pelo comodoro William T. Sampson, o comandante norte-americano, que permitiu sua entrada no porto para realizar sua missão. O Kaiserin und Königin Maria Theresia foi em seguida para Port Royal, na Jamaica, permanecendo no Caribe até o fim da guerra. Ele partiu em 9 de maio e chegou em Pola em 9 de dezembro. A embarcação permaneceu na esquadra de treinamento no decorrer do inverno de 1898 para 1899, junto com o navio de defesa de costa SMS Budapest.
Violências contra estrangeiros cresceram na China no início de 1900, assim as grandes potências começaram a enviar navios de guerra para o Sudeste Asiático a fim de pressionar o governo chinês. No auge do Levante dos Boxers, o Kaiserin und Königin Maria Theresia foi enviado para a área sob o comando de Victor Bless von Sambuchi, junto com várias outras embarcações europeias. Ele deixou Pola em junho, com os cruzadores protegidos SMS Kaiserin Elisabeth e SMS Aspern partindo no mês seguinte. Juntou-se a uma frota internacional em Taku em setembro, porém nessa época a maioria dos combates já tinham diminuído. Mesmo assim, o Kaiserin und Königin Maria Theresia e o Aspern permaneceram no Sudeste Asiático por um período estendido. O capitão de fragata Anton Haus assumiu o comando do cruzador em junho de 1901, levando-o para Hankou no rio Yangtzé; foi o maior navio a navegar tão rio acima até então. Ele voltou para a Áustria-Hungria em 1902, tendo sido substituído na China pelo Kaiser Karl VI.
O cruzador passou por grandes modernizações entre 1906 e 1908 e depois de 1909 a 1910, quando seus canhões principais de 240 milímetros foram substituídos por armas de 190 milímetros; além disso, quatro canhões Vickers de 37 milímetros foram instalados e seus mastros militares substituídos por mastros mais leves. O navio foi enviado para Salonica em 1912 a fim de proteger os interesses austro-húngaros durante as Guerras dos Balcãs. O Kaiserin und Königin Maria Theresia foi designado para a I Divisão de Cruzadores pouco antes do começo da Primeira Guerra Mundial em julho de 1914, permanecendo parte dela após esta data. A unidade também tinha o Kaiser Karl VI, o Sankt Georg e os três cruzadores protegidos da Classe Zenta, ficando sob o comando do vice-almirante Paul Fiedler. Foi usado como navio de guarda no porto de Sebenico. Foi tirado de serviço em 1916 e desarmado no ano seguinte para que pudesse ser usado como alojamento flutuante para tripulações alemãs de u-boots operando a partir da base austro-húngara de Pola. Seus canhões foram convertidos para uso em terra e enviados para a Frente Italiana. A Áustria-Hungria foi derrotada no final de 1918 e o cruzador foi entregue ao Reino Unido em 1920 como prêmio de guerra. Os britânicos o venderam para uma firma de desmontagem italiana, que o desmontado como sucata.